# 엔텔스
엔텔스는 대한민국의 전자통신기업으로 유무선 통신 서비스 사업자를 위한 운용지원 시스템 개발 및 공급을 주요사업으로 하고 있다.

## 역사
대표 심재희가 2000년 7월 19일 설립했다.